# Аптеронотиди
Аптеронотидите (Apteronotidae) са семейство актиноптери от разред Гимнотоподобни (Gymnotiformes).
Таксонът е описан за пръв път от Дейвид Стар Джордан през 1923 година.

## Родове
- Adontosternarchus
- Apteronotus
- Compsaraia
- Megadontognathus
- Melanosternarchus
- Orthosternarchus
- Parapteronotus
- Pariosternarchus
- Platyurosternarchus
- Porotergus
- Sternarchella
- Sternarchogiton
- Sternarchorhamphus
- Sternarchorhynchus
- Tembeassu
- Tenebrosternarchus